# Circonscription électorale de Soleure-Lebern

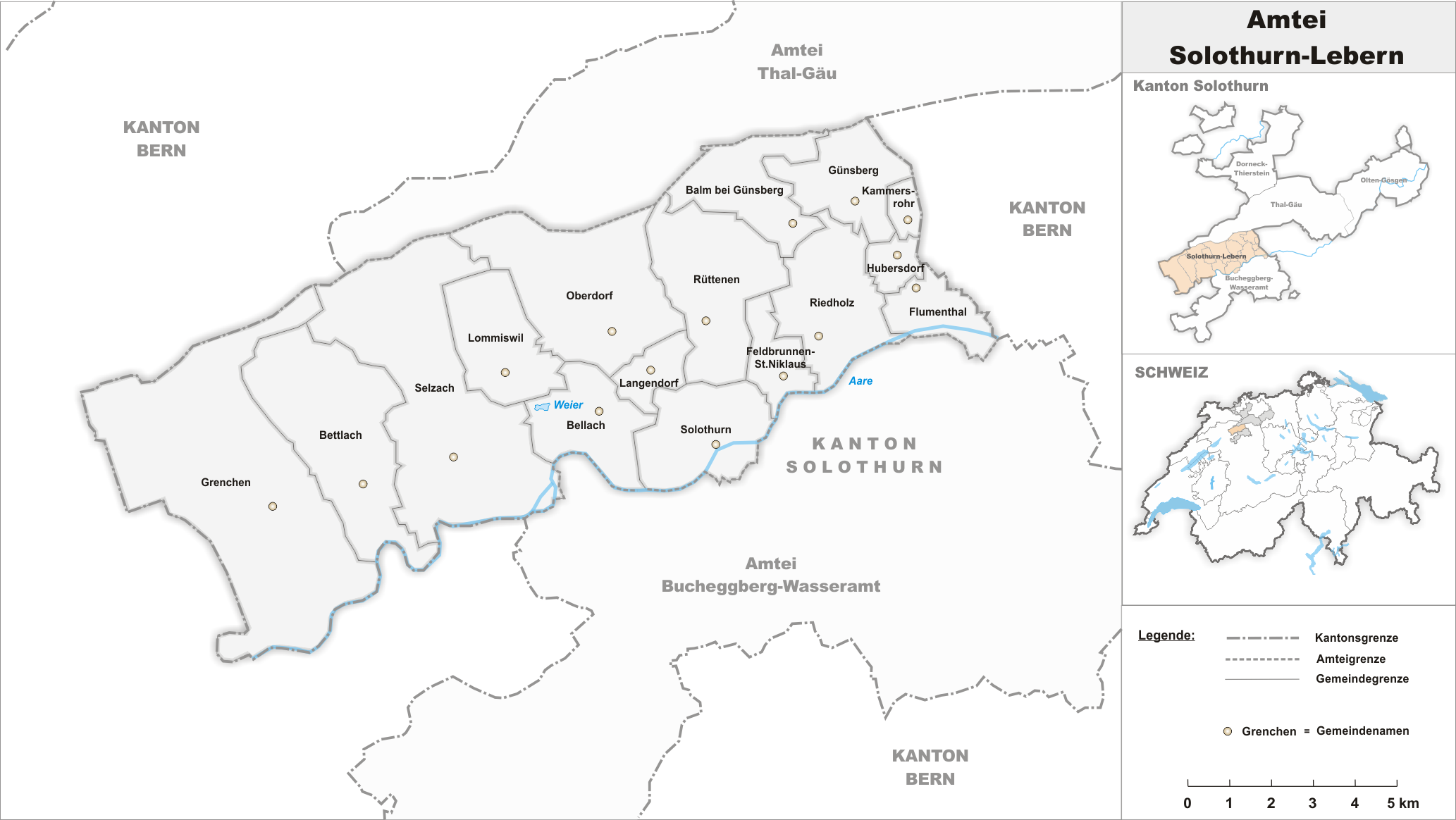
Carte de la circonscription électorale.

La Circonscription électorale de Soleure-Lebern est une circonscription électorale du canton de Soleure en Suisse. Créée en 2005, elle regroupe les districts de Soleure et de Lebern, soit 16 communes et près de 57 900 habitants. 
La circonscription permet d'élire 23 députés au Grand Conseil du canton de Soleure.